# Эссаруа
Эссаруа́ (фр. Essarois) — коммуна во Франции, находится в регионе Бургундия. Департамент коммуны — Кот-д’Ор. Входит в состав кантона Ресе-сюр-Урс. Округ коммуны — Монбар.
Код INSEE коммуны — 21250.

## Население
Население коммуны на 2010 год составляло 87 человек.
| 1962 | 1968 | 1975 | 1982 | 1990 | 1999 | 2010 |
| ---- | ---- | ---- | ---- | ---- | ---- | ---- |
| 170  | 150  | 101  | 90   | 93   | 93   | 87   |

## Экономика
В 2010 году среди 50 человек трудоспособного возраста (15—64 лет) 35 были экономически активными, 15 — неактивными (показатель активности — 70,0 %, в 1999 году было 64,6 %). Из 35 активных жителей работали 33 человека (20 мужчин и 13 женщин), безработных было 2 (1 мужчина и 1 женщина). Среди 15 неактивных 3 человека были учениками или студентами, 8 — пенсионерами, 4 были неактивными по другим причинам.